# 절대 영도

0 켈빈 (−273.15 °C) 은 절대 영도로 정의된다.

절대 영도(絶對零度, Absolute Zero)는 물리학에서 거시적으로 이론적인 온도의 최저점으로, 0 켈빈의 온도를 의미한다.

## 정의
섭씨로는 −273.15°C에 해당하며, 화씨로는 −459.67°F에 해당한다. 분자 등 어떠한 계를 구성하는 입자의 에너지가 최소 상태일 때를 절대 영도로 정의하기 때문에 실험적으로는 불가능하다고 볼 수 있다. 실험적으로 도달한 최저온도는 1999년도에 로듐을 이용한 냉각기법으로 기록한 100 피코켈빈이다.

## 절대영도보다 낮은 온도
분자의 운동에너지를 줄여서 같은 에너지 상태에 다수의 분자를 서려 놓는 보스-아인슈타인 응축(BEC, Bose-Einstein Condensate)을 통해 절대 영도에 가까운 상태를 구현할 수 있다. 그러나 절대 영도보다 더 낮은 온도를 만들 수 없고 그 온도의 물체는 오히려 절대 영도의 온도보다 뜨겁다는 것이 밝혀졌다.

## 특징
절대 영도에서는 모든 입자들이 운동 에너지가 최소인 상태로 축퇴되어 있기 때문에 엔트로피는 0으로 정의된다.(열역학 제3법칙) 한편 물리학에서 온도는 엔트로피를 에너지로 편미분한 값의 역수로 정의한다. 따라서 미시계에서는 상황에 따라서 켈빈으로 표시한 온도가 음수가 될 수 있다. 이때 온도는 절대영도가 가장 낮고, 그 다음이 양의 값을 갖는 온도, 양의 무한대 값을 갖는 온도(이는 음의 무한대 값을 갖는 온도와 동일하다고 정의된다.), 그리고 음의 값을 갖는 온도이다.

### 초전도
절대 영도에 가까운 극저온 상태에서는 초전도 현상과 초유동 현상이 나타난다. 초전도 (Superconductivity)란 어떤 온도(전이온도) 이하에서는 전기 저항이 0이 되는 현상을 말한다. 초유동(superfluidity)은 액체의 점성 저항이 0이 되는 현상으로 액체 헬륨은 2.2K (약 −271°C) 이하로 냉각시키면 초유동 상태가 된다. 초전도와 초유동은 극저온에서 나타나는 특이한 현상으로 원자 수준의 미시 세계에서 나타나는 양자 현상이 거시 세계에서는 관찰되는 경우이다.

### 상변이
샤를의 법칙에 따르면 온도가 내려갈수록 기체의 부피도 줄어 들게 되어 있는데 이상기체의 경우 절대 온도에 도달하면 부피도 0이 된다. 하지만, 대부분의 기체는 절대 온도 이전에 이미 액화되는데 드라이아이스는 −79°C (이산화탄소는 대기압에서 액체 상태를 거치지 않고 바로 고체가 된다), 산소는 −183°C (액체)와 −218°C (고체), 질소는 −196°C(액체)와 −210°C(고체), 그리고 헬륨은 −269°C(액체)가 상변이 온도이다. 헬륨은 일반적인 대기압에서 고체가 되지 않는 유일한 원소로 알려져 있다. 우주 마이크로파 배경 복사의 온도는 −270°C (2.7K), 우주에서 가장 차가운 천체로 알려진 부메랑 성운은 −272°C (1K)로 알려져 있다.

## 같이 보기
- 켈빈

## 참고 문헌
- Herbert B. Callen (1960). 〈Chapter 10〉. 《Thermodynamics》. New York: John Wiley & Sons. ISBN 0-471-13035-4. OCLC 535083.
- Herbert B. Callen (1985). 《Thermodynamics and an Introduction to Thermostatistics》 Seco판. New York: John Wiley & Sons. ISBN 0-471-86256-8.
- E.A. Guggenheim (1967). 《Thermodynamics: An Advanced Treatment for Chemists and Physicists》 Fif판. Amsterdam: North Holland Publishing. ISBN 0-444-86951-4. OCLC 324553.
- George Stanley Rushbrooke (1949). 《Introduction to Statistical Mechanics》. Oxford: Clarendon Press. OCLC 531928.